# 钻石项链事件

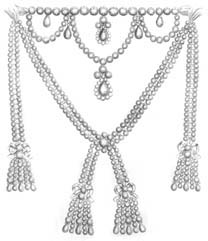
钻石项链原本是法国国王路易十五委托订做的，原本路易十五想要送给他的情妇杜巴利伯爵夫人。但项链在完成後，路易十五因病驾崩、杜巴利伯爵夫人被逐出宮廷后，完全无法售出，几乎要破产的珠宝匠四處向各國王室和王后玛丽·安東妮兜售此項鍊卻失敗收場。

钻石项链事件，有时又称项链事件，是1780年代法国国王路易十六治下发生在宫廷的一宗神秘事件，此事将法国王后玛丽·安東妮卷入。本来就受到各种小道消息玷污的王后的声誉，在这次事件中被彻底摧毁。有人暗示王后参与了欺诈王室珠宝匠一款非常昂贵的钻石项链的犯罪事件。这个事件是众多导致法国民众对君主制好感幻灭的历史事件之一。与其他的原由一起，对君主制的不满在法国大革命中达到顶峰。

## 背景

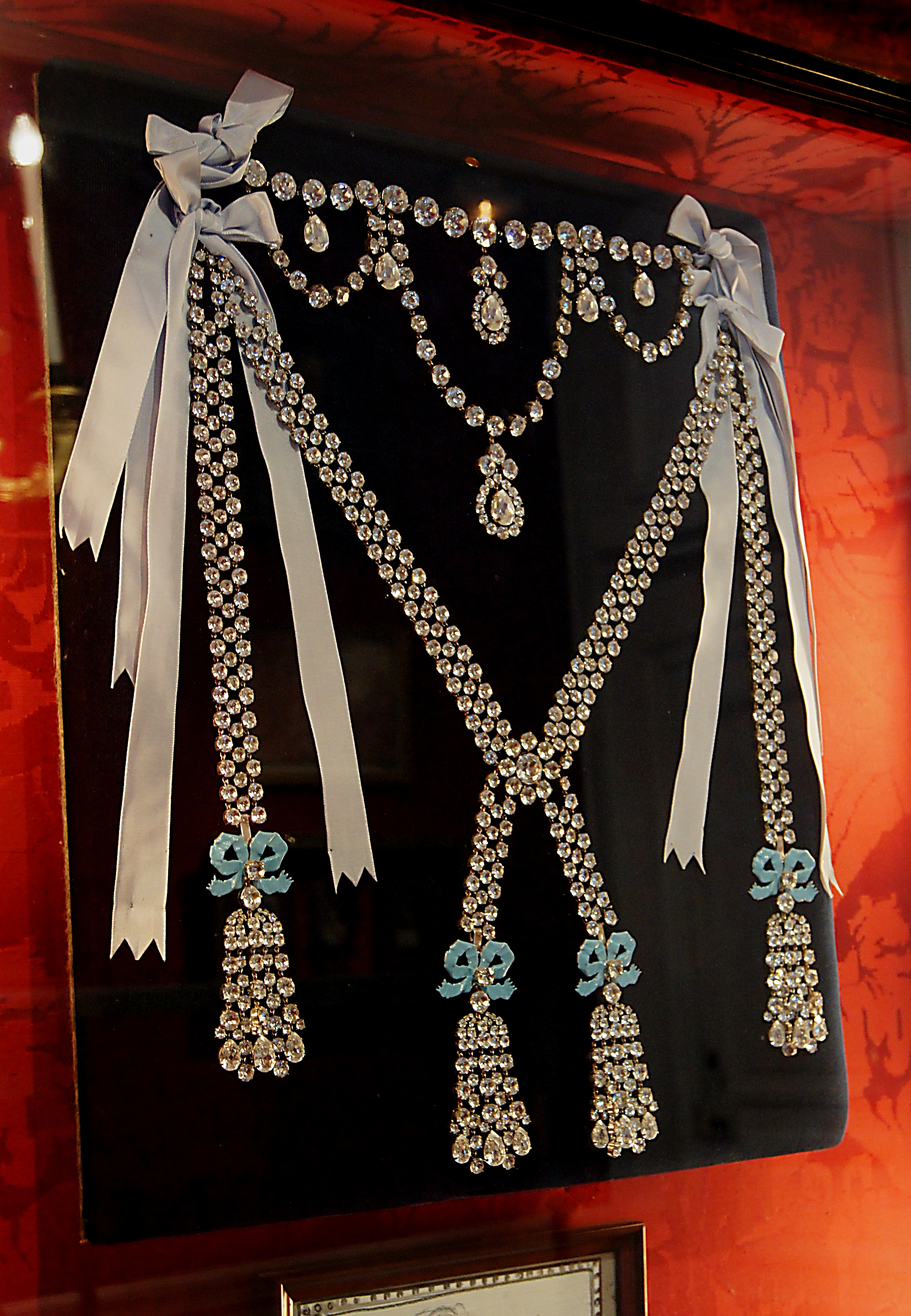
“王后的项链”的复原品，藏于法国布勒特伊城堡

1772年，路易十五决定送给他的情人杜巴利夫人一件特别的礼物，就是比其他所有项链都要壮丽而且獨一無二的寶石項鍊，他命令巴黎珠宝匠貝梅爾Boehmer与Bassange特地為杜巴利夫人打造一件出要以許多鑽石打造出來的項鍊，這個項鍊就由许多大颗钻石组成，有精心制作的结彩、垂饰和流苏，所以价值大約是兩百萬里弗（換算下來大約為上千萬美元），而且這項鍊是需要花几年及大量金钱去收集合适的钻石並且打磨出來的。但是這個項鍊還沒製作出來前，路易十五因染天花而過世，杜巴利夫人则被新任国王路易十六給逐出宫廷流放至修道院。
珠宝匠們完成項鍊的期間接獲消息時幾乎面臨破產的窘境，他們四處向各國王室請求收購這條項鍊，但是項鍊的價格太過於昂貴並不是任何王室能負擔得起，而且珠寶商向法国的新王后玛丽·安東妮提出一百六十萬法郎的天價來購買鑽石項鍊，但是瑪麗皇后發現這條項鍊是原本隸屬於她祖父的情人時產生反感也知道這個價格太貴因此拒絕買下，实际上在1778年，路易十六曾想把這個項鍊送给瑪麗皇后，但是瑪麗皇后認為比起項鍊去購買七十四艘軍艦的裝備會比較好。1781年，當瑪麗王后生下太子路易-约瑟夫后，在多次在法国外兜售这条项链无果的珠宝匠想要說服瑪麗王后購買項鍊卻被拒絕回應。

## 事件

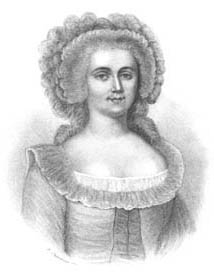
让娜·德瓦卢瓦-圣雷米

一名自称叫让娜·德瓦卢瓦-圣雷米（法语：Jeanne de Valois-Saint-Rémy）的骗子构筑了一个计划，利用这条项链来获得财富、潜在的权力及王室赞助。让娜是法兰西国王亨利二世私生子的后裔，她与宪兵队的军官德拉莫特伯爵结婚，靠国王发给她的一份小津贴过活。1784年她成了罗昂枢机的情妇。罗昂枢机此前担任过法国驻维也纳大使。他不被王后玛丽·安東妮喜欢，因为他散布过王后的母亲，即强势的奥地利女皇玛丽亚·泰瑞莎的谣言。王后还知道一封信，其中枢机提到玛丽亚·泰瑞莎亚时有所冒犯。
当时，枢机正在急于重获王后的欢心，以达成成为国王的首相的愿望。让娜·德拉莫特通过一个叫雷多·德维莱特（Rétaux de Villette）的情人进入宫廷，并且使罗昂相信她获得了王后的喜爱。听到这层联系，罗昂打算利用“伯爵夫人”重获王后的好感。让娜则保证她会为了枢机的利益提供帮助。

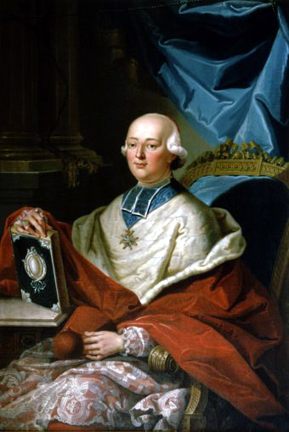
罗昂枢机

从此开始了所谓的罗昂与王后的通信。女冒险家让娜总是适时的带回对罗昂的回复，并宣称这些回复来自王后。信的语气变得越来越温和，枢机确信王后玛丽·安東妮爱上了他，并也热烈的迷恋上了她。他请求让娜为他和王后安排一个午夜的秘密约会。1784年8月让娜终于安排了一个这样的会面。在凡尔赛宫花园的树丛中，枢机与一位他相信是王后的女人会面。这名女子实际是一个叫妮科尔·勒盖·多利娃（Nicole Leguay d'Oliva）的妓女，因为她长得与王后有几分相似，所以被让娜雇佣。罗昂给了多利娃一支玫瑰，而她假扮的王后则许诺她将忘记他们过去的分歧。
让娜·德拉莫特利用枢机的信任从他那里获得了大量金钱，并告诉他这些钱用于支持王后的慈善活动。从中获益后，让娜进一步进入上流社会。因为她经常公开宣称她和王后的关系，许多人相信她所说的是真的。

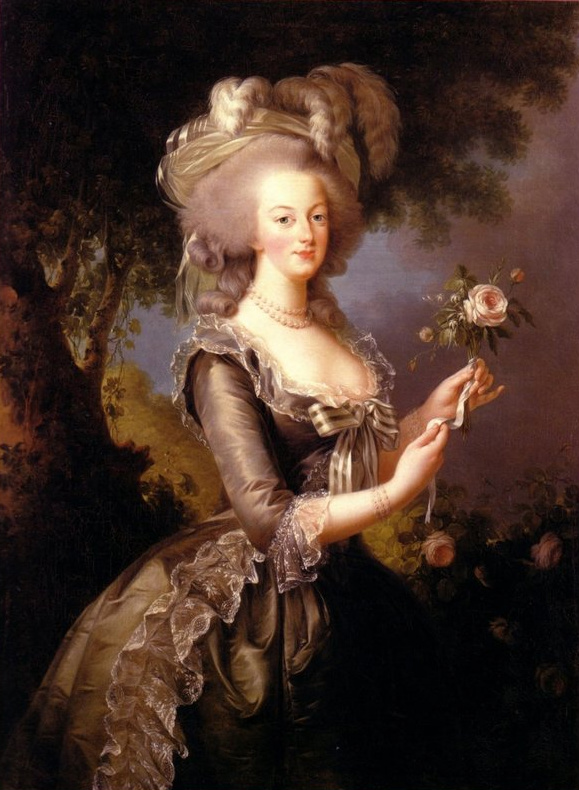
法国王后玛丽·安東妮

珠宝匠Bœhmer et Bassange也需要让娜帮忙去卖出项链。一开始她拒绝了珠宝匠的委托，但后来又改变了主意并接受了。1785年1月21日，让娜告诉罗昂枢机王后想买这条项链，但是不希望在财务紧张的时候公开购买这么贵的首饰，王后想让枢机作为一个秘密中间人。不久，罗昂前去商讨购买这款金额2,000,000里弗的项链，并将以分期付款的方式支付。他声称有王后的购买授权，并给珠宝匠看了王后手写准许的交易条款。罗昂把项链带去让娜家，一个男人将其取走，罗昂相信他是王后的仆人。让娜·德拉莫特的丈夫将这条项链秘密带到伦敦，并将项链拆散单独出售了那些较大的钻石。
到了支付的时间，让娜·德拉莫特出示了枢机的票据，但是不够。Boehmer向王后抱怨，但是王后告诉他自己并未接受或者订购这条项链。她又表演了几处谈判的戏码。接下来的事情突然变得戏剧性了。1785年8月15日，圣母升天节那天，正当整个宫廷等待国王与王后前往礼拜堂的时候，罗昂枢机被带到国王、王后、司法大臣布勒特伊及掌玺大臣米罗梅尼尔前解释这件事。罗昂出示了一封信，签名是“法国的玛丽·安東妮”，国王读后狂怒，罗昂像个外国的亲王一样被愚弄了，因为王室从来不用“法国的”作为签名的一部分。罗昂被逮捕并关入巴士底狱，他销毁了那些他以为是同王后的通信。另外，让娜三天后才被捕，她也已经销毁了相关文件。
警察开展工作找出了他们的共犯，逮捕了妓女妮科尔·勒盖·多利娃和雷多·德维莱特，供认他写了以王后名义发给罗昂的信，并模仿了交易条款中她的签名。著名的江湖医生亞歷山德羅·卡廖斯特羅（Alessandro Cagliostro）也被逮捕，尽管他是否参与此事存疑。
罗昂枢机接受了巴黎最高法院的审判。1786年5月31日审判结果为罗昂枢机、妓女妮科尔及卡格里奥斯特罗均无罪。让娜·德拉莫特被判鞭刑、烙印，并被送入关押妓女的监狱Pitié-Salpêtrière医院；但是鞭刑及烙印并未执行，第二年六月，她伪装成男孩逃走。由于她的逃走，她的丈夫被判终身在槳帆船上服役。德维莱特被流放。

## 丑闻
舆论因这次审判变得十分激动。多数历史学家认为玛丽·安托瓦内特在事件中清白，罗昂枢机天真受骗。德拉莫特夫妇犯有欺诈并因此受罚。这也大致是法国最高法院的裁决，尽管没有对王后的行为作出评论。
与法院裁决相反，法国许多人坚信王后利用德拉莫特夫妇作为工具，来打击她所厌恶的罗昂枢机。各种情况也强化了这种说法。王后对罗昂的无罪判决很失望，事实上后来他的职权被国王剥夺并被流放到拉谢斯迪约修道院（la Chaise-Dieu）。此外，人们假定巴黎最高法院的对罗昂的判决暗示王后在某种程度上有错。所有这些因素导致王后受爱戴的程度大降，并勾画出一幅王后颐指气使、挥霍无度、爱慕虚荣，对法国及法国人民的福祉没什么兴趣的形象。
让娜·德拉莫特在伦敦避难，并出版了“回忆录”，书中再次对王后诋毁。

## 意义
在法国大革命爆发之前的几年，钻石项链事件在法国民众眼中严重损毁了波旁王朝君主政体的声誉。王后玛丽·安東妮更加不受欢迎，各种恶毒谣言四起，使她成为丈夫的负担。她至死也未能摆脱公众认为她奢靡及犯有欺诈的印象。尽管如此，事件还是使路易十六与他的妻子更加亲密，并且可能使国王更加倾向保护及回应王后，导致革命爆发。

## 文艺作品中的项链事件
- 钻石项链（Diamond Necklace），作者Thomas Carlyle（1837年）
- 王后的项链（The Queen's Necklace），作者Alexandre Dumas, père（1848年） (ISBN 1-58963-209-5)
- 王后的项链（The Queen's Necklace），作者Maurice Leblanc（1905年） (An Arsène Lupin Story)
- 王后的项链（The Queen's Necklace），作者Antal Szerb（1943年）
- 王后的钻石（The Queen of Diamonds），作者Jean Plaidy（1958年）
- 项链事件（The Necklace Affair），作者Edgar P. Jacobs（系列漫画Blake and Mortimer的一部分）（1967年）
- 凡尔赛玫瑰，作者池田理代子，1973年首次出版漫画，1979年发行电视动画版
- 诺比与王后的项链（Norby and the Queen's Necklace），作者Janet Asimov（1986年）
- 项链事件，2001年电影
- 2015年手機遊戲《Fate/Grand Order》——以玛丽·安托瓦内特的專屬概念禮裝「我的首飾」登場

## 脚注
1. ↑  Joan Haslip "Marie Antoinette", page 167
2. ↑  Haslip, page 179
3. ↑  Fraser, 239.